# This Is Buddy Guy!
This Is Buddy Guy! — концертний альбом американського блюзового музиканта Бадді Гая, випущений у 1968 році лейблом Vanguard.

## Опис
Цей концертний альбом Бадді Гая записав у 1965 році в клубі New Orleans House в Берклі, Каліфорнія для Vanguard (він став другим альбомом Гая на лейблі). Тут Гай співає і грає на гітарі з гуртом, до якого увійшли баритон-саксофоніст Леслі Кроуфорд, тенор-саксофоністи А. К. Рід і Боббі Філдс, трубачі Джордж Александр і Норман Спіллер, гітарист Тім Кайхацу, басист Джек Меєрс і ударник Гленвей Мактір; аранжування здійснив Ед Богас. Альбом складається з 8 пісень, серед яких кавер-версії «The Things I Used to Do» Гітар Сліма і «Knock on Wood» Едді Флойда і власні пісні Гая.

## Список композицій
1. «I Got My Eyes on You» (Бадді Гай, Віллі Діксон) — 3:20
2. «The Things I Used to Do» (Едді «Гітар Слім» Джонс) — 3:30
3. «(You Give Me) Fever» (Едді Кулі, Джон Девенпорт) — 6:05
4. «Knock on Wood» (Стів Кроппер, Едді Флойд) — 4:47
5. «I Had a Dream Last Night» (Бадді Гай) — 6:05
6. «24 Hours of the Day» (народна) — 2:41
7. «You Were Wrong» (Бадді Гай) — 4:39
8. «I'm Not the Best» (Бадді Гай) — 6:48

## Учасники запису
- Бадді Гай — гітара, вокал
- А. К. Рід, Боббі Філдс — тенор-саксофон
- Леслі Кроуфорд — баритон-саксофон
- Джордж Александр, Норман Спіллер — труба
- Тім Кайхацу — ритм-гітара
- Джек Меєрс — бас-гітара
- Гленвей Мактір — ударні
- Ед Богас — аранжування

Технічний персонал
- Сем Чартерс — продюсер
- Ед Фріднер — інженер